# Atoommodel van Thomson

Het atoommodel van Thomson, met elektronen in een positief geladen bol.

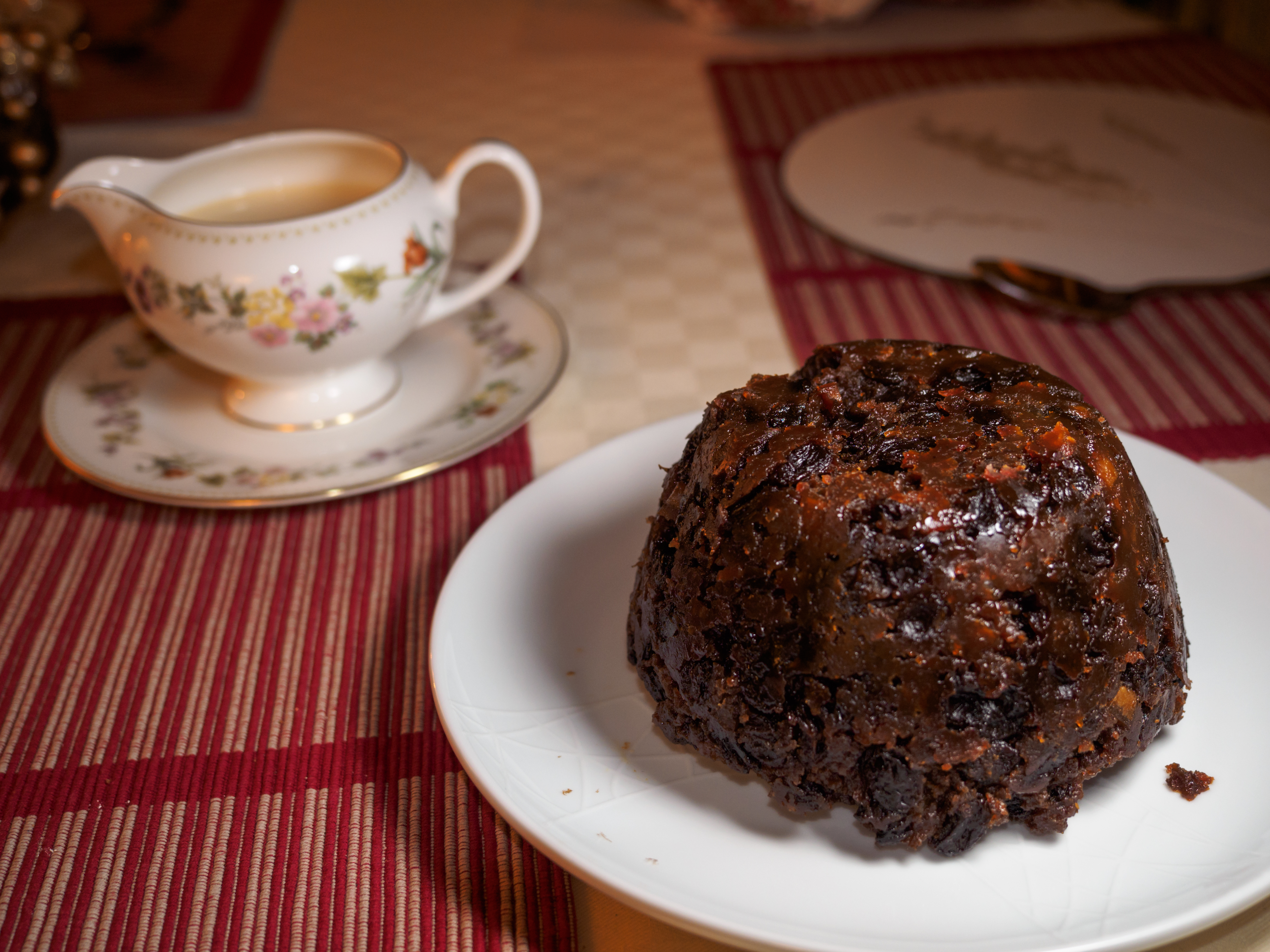
Pruimenpudding

Het atoommodel van Thomson is de bijdrage van Joseph John Thomson aan de ontwikkeling van het atoommodel, waarin hij zijn ontdekking van de elektronen in 1897 verwerkte. Thomson beschreef het atoom met het zogenaamde "krentenbolmodel" of plum pudding model in 1902. Volgens het atoommodel van Thomson bestaat het atoom uit negatief geladen deeltjes, omgeven door een positief geladen bol (als krenten in een bal deeg). In Thomsons model konden de negatieve deeltjes vrijelijk door de positieve lading heen bewegen; hun beweging en rotatie in specifieke banen zouden dan een verklaring kunnen vormen voor de verschillende spectraallijnen van atomen. Dit bleek echter niet te werken. Toen Ernest Rutherford ontdekte dat het atoom een zeer kleine, positief geladen kern bevatte, was dat het einde voor het model van Thomson.
Het atoommodel van Thomson neemt in de ontwikkeling van de atoomtheorie een plaats in tussen het atoommodel van Dalton uit 1803 (zie John Dalton) en dat van Rutherford uit 1911.